# Золотой глобус (премия, 1945)
2-я церемония вручения наград премии «Золотой глобус»

Лучший фильм : 

«Идти своим путём»
2-я церемония вручения наград премии «Золотой глобус» за заслуги в области кинематографа за 1944 год. Церемония проводилась в конце января 1945 года отеле «Беверли Хиллз» в Лос-Анджелесе, штат Калифорния, США.

## Победители
| Победители выделены отдельным цветом. |

| Категории                    | Фотографии лауреатов | Победители                               |
| ---------------------------- | -------------------- | ---------------------------------------- |
| Лучшая мужская роль — драма  |                      | • Александер Нокс — «Вильсон»            |
| Лучшая женская роль — драма  |                      | • Ингрид Бергман — «Газовый свет»        |
| Лучший режиссёр              |                      | • Лео Маккэри — «Идти своим путём»       |
| Лучший фильм                 |                      | • «Идти своим путём»                     |
| Лучший актер второго плана   |                      | • Барри Фицджеральд — «Идти своим путём» |
| Лучшая актриса второго плана |                      | • Агнес Мурхед — «Мисс Паркингтон»       |